# Cambodia Bay Cycling Tour
O Cambodia Bay Cycling Tour é uma carreira ciclista cambojana que se celebra no mês de janeiro ao redor da Camboja. A carreira organizou-se pela primeira vez no ano de 2020 e faz parte do UCI Asia Tour baixo a categoria 2.2.

## Palmarés
| Ano  | Vencedor          | Segundo          | Terceiro    |
| ---- | ----------------- | ---------------- | ----------- |
| 2020 | Ariya Phounsavath | Nur Aiman Zariff | Fung Ka Hoo |

## Palmarés por países
| País | Vitórias |
| ---- | -------- |
| Laos | 1        |